# ファブリカホールディングス
株式会社ファブリカホールディングス（英: Fabrica Holdings Co., Ltd.）は、東京都港区に本社を置く日本の企業。
自動車のメンテナンス事業や中古車情報サイトのウェブサイト運営を行っている。

## 概要
中古車販売店向けの販売管理システム「symphony」の開発・販売、中古車情報サイト「車選びドットコム」の運営、東海地方を中心に鈑金塗装修理を行う「ファブリカ」を展開。
また、愛知県春日井市で自動車販売・整備等を行う「中部車検センター」を運営している。
その他にもSMSソリューション導入の情報サイト「SMSnavi」やクルマの維持費節約アプリ「Carpon」の開発・運用をしている。
2024年4月1日に持株会社制へ移行。株式会社ファブリカコミュニケーションズ（初代）は株式会社ファブリカホールディングスに商号変更され、ファブリカコミュニケーションズ（初代）が手掛けていた事業は、株式会社ファブリカコミュニケーションズ準備会社から商号変更された株式会社ファブリカコミュニケーションズ（2代）が継承した。

## 社名の由来
創業が鈑金塗装工場であることから、ラテン語で「製造」や「工場」という意味を持つ「ファブリカ」を社名に取り入れ、企業ポリシーとして大切にしているという「コミュニケーション」を繋げて現在の社名になった。

## 沿革
- 1992年（平成4年）9月 - 自動車鈑金塗装業として創業[12]
- 1994年（平成6年）
  - 9月 - 自動車車検事業を開始
  - 11月 - 「有限会社中部車検センター」を設立[13]
- 1995年（平成7年）6月 - 中古車販売業を開始
- 1998年（平成10年）1月 - 損害保険及び生命保険業務を開始[14]
- 2000年（平成12年）11月 - 「株式会社シーアイシー」に改組[15]
- 2002年（平成14年）3月 - 「鈑金塗装ファブリカ」を開始[16]
- 2003年（平成15年）
  - 1月 - 中古車販売部門の関連会社を合併
  - 9月 - 有限会社アシクリエイトを合併[17]
  - 12月 - 関連会社として株式会社車選びドットコムを設立[18]
- 2004年（平成16年）
  - 5月 - 総合中古車情報サイト「車選び.com」開設[19]
  - 11月 - ニュービジネスシンポジウム名古屋2004にて中部ニュービジネス協議会会長賞を受賞[20]
- 2005年（平成17年）
  - 3月 - 「株式会社ファブリカコミュニケーションズ」に商号を変更[21]
  - 5月 - 株式会社車選びドットコムを合併[22]
  - 11月 - 株式会社新東通信との合弁会社である株式会社メディア4uを設立[23]
- 2006年（平成18年）
  - 8月 - ヤフー株式会社と業務提携[24]
  - 9月 - 「車選び.com」×「ヤフオク!」業務提携開始[25]
- 2007年（平成19年）3月 - 「車選び.com」福岡支店を開設
- 2009年（平成21年）12月 - SBI損害保険株式会社と損害保険代理店委託契約を締結[26]
- 2010年（平成22年）1月 - 「鈑金・塗装 ファブリカ」 三重営業所を開設[27]
- 2011年（平成23年）
  - 1月 - 保険相談サイト「保険相談室.com」開設[28]
  - 11月 - 子会社、ブクレコ株式会社設立[29]
  - 12月 - 書籍のレビュー投稿サイト「ブクレコ」開設[30]
- 2012年（平成24年）11月 - 「ISO 27001:2005」を取得
- 2013年（平成25年）
  - 1月 - 「鈑金・塗装 ファブリカ」三河営業所を開設
  - 1月 - ブクレコ株式会社および「ブクレコ」を譲渡[31]
  - 3月 - 「車選び.com」×「Yahoo!ショッピング」業務提携開始[32]
  - 9月 - 中古車販売管理システム「symphony」提供開始[33]
- 2014年（平成26年）
  - 4月 - 「車選び.com」札幌支店を開設[34]
  - 12月 - 「車選び.com」北関東支店を開設[35]
- 2017年（平成29年）
  - 2月 - 株式会社カービューと資本・業務提携契約を締結[36]
  - 7月 - 自動車WEBマガジン「CarMe」を事業譲受[37]
  - 10月 - 「車選び.com」神奈川支店を開設
- 2018年（平成30年）
  - 3月 - 株式会社メディア4uを連結子会社化[38]
  - 11月 - 「車選び.com」兵庫支店を開設[39]
- 2019年（平成31年）
  - 1月 - 「ISO/IEC 27001:2013 / JIS Q 27001:2014」を取得[40]
  - 11月 - 株式会社メディア4uを完全子会社化[41]
- 2020年（令和2年）
  - 1月 - クルマの維持費、節約アプリ「Carpon」提供開始[42]
  - 4月 - 「車選び.com」東北支店を開設[43]
  - 10月 - 「車選び.com」から「車選びドットコム」にサービス名表記を変更[44]
- 2021年（令和3年）
  - 4月 - 東京証券取引所JASDAQ市場及び名古屋証券取引所第2部へ上場。
  - 6月 - 中古車リース「ユズカリ」提供開始[45]
  - 10月 -  「車選びドットコム」広島支店を開設[46]
- 2022年（令和4年）
  - 2月 -  「車選びドットコム」静岡支店を開設[47]
  - 5月 -  「鈑金・塗装 ファブリカ」浜松営業所を開設[48]
  - 7月 - 株式会社iimonと資本・業務提携契約を締結[49]
  - 8月 -  「車選びドットコム」熊本支店を開設[50]
  - 11月 -  「車選びドットコム」北関東支店をさいたま支店に名称変更[51]
  - 11月 -  「車選びドットコム」北関東支店を開設[52]
- 2023年（令和5年）
  - 2月 - EC特化型CRMプラットフォーム「アクションリンク」を事業譲受
- 2024年（令和6年）
  - 3月 - 名古屋証券取引所メイン市場上場廃止[53]
  - 4月 - 持株会社制へ移行。株式会社ファブリカコミュニケーションズ（初代）は株式会社ファブリカホールディングスに商号変更。ファブリカコミュニケーションズ（初代）が手掛けていた事業は、株式会社ファブリカコミュニケーションズ（2代、株式会社ファブリカコミュニケーションズ準備会社から商号変更）が継承

## 事業・サービス

### U-CARソリューション事業[54]
- 中古車販売管理システム「symphony」の販売、提供、導入サポート事業

### SMSソリューション事業[55]
- 子会社であるメディア4uによるSMS配信サービス「Media SMS」の開発・販売

### インターネットサービス事業[56]
- 広告サービス（掲載料、広告料）とトランザクションサービス（送客課金）事業

### オートサービス事業[57]
- BP（Body Repair & Painting）事業 - 鈑金・塗装・自動車修理
- レンタカー事業 - 自動車保険の代車専用レンタカーサービス
- メンテナンス事業 - 「中部車検センター」による自動車修理・車検

## 事業所
- 本社・名古屋支店（愛知県名古屋市中区）
- 東京本部（東京都中央区）
- 札幌支店（北海道札幌市中央区）
- 東北支店（宮城県仙台市青葉区）
- 北関東支店（群馬県高崎市）
- さいたま支店（埼玉県さいたま市大宮区）
- 神奈川支店（神奈川県厚木市）
- 静岡支店（静岡県静岡市葵区）
- 大阪支店（大阪府大阪市淀川区）
- 兵庫支店（兵庫県姫路市）
- 広島支店（広島県広島市南区）
- 福岡支店（福岡県福岡市博多区）
- 熊本支店（熊本県熊本市中央区）
- オートサービスBP事業本部（愛知県春日井市）
- オートサービスBP岐阜営業所（岐阜県羽島市）
- オートサービスBP三重営業所（三重県四日市市）
- オートサービスBP浜松営業所（静岡県浜松市中央区）
- オートサービス中部車検センター春日井店（愛知県春日井市）
- 株式会社メディア4u（東京都中央区）

## CMタレント

### 過去のCMタレント
- 木竜麻生（2014年、車選び.com）[58]
- ビビアン・スー（2005年、鈑金・塗装ファブリカ）[59]
- 本上まなみ（2004年、車選び.com）